# 군포고등학교
군포고등학교(軍浦高等學校)는 대한민국 경기도 군포시 금정동에 있는 사립 고등학교이다.

## 학교 연혁
- 1987년 5월 28일 : 학교법인 위로학원 설립인가
- 1987년 5월 28일 : 설립자 정동호 이사장 취임
- 1988년 12월 2일 : 군포고등학교 설립인가 (인가학급 18학급)
- 1988년 12월 2일 : 초대 박순석 교장 취임
- 1989년 3월 2일 : 제1회 입학식 거행
- 1992년 2월 1일 : 제1회 졸업식
- 1992년 6월 1일 : 기숙사 및 大학습실 신축(510명 수용)
- 2002년 8월 5일 : 본관 5층 증축
- 2005년 8월 26일 : 진행관 (다목적 체육관) 개관식
- 2009년 7월 1일 : (교과부)사교육없는 학교 지정 운영
- 2012년 2월 : (교과부) 전교과 교과교실제 운영교 지정
- 2012년 2월 : (교과부)창의경영학교(자율형) 지정
- 2013년 2월 19일 : 제5대 정충혁 이사장 취임
- 2016년 9월 30일 : 학교 건물명 확정(본관, 비상관, 창의관, 슬기관, 산당공원)
- 2018년 9월 1일 : 제6대 정규성 교장 취임
- 2024년 2월 7일 : 제33회 졸업식
- 2024년 3월 4일 : 제36회 입학식

## 참고 자료
- 군포고등학교 - 한국교육학술정보원 학교알리미